# Тульский завод железнодорожного машиностроения
Тульский завод железнодорожного машиностроения имени А. В. Силкина— промышленное предприятие России, расположенное в городе Тула. Один из крупнейших производителей тяжёлой путевой техники и оборудования для строительства, обновления и содержания железнодорожных путей. Официальное название — АО «Тулажелдормаш». Входит в состав многопрофильного промышленно-инжинирингового холдинга Группы ПТК (Москва).

## История
Завод основан в октябре 1869 года как паровозные мастерские Московско-Курской железной дороги. В 1924 году мастерские реорганизованы в вагоноремонтные. 
С 1924 по 1930-й год завод обеспечивал ремонт вагонов, затем стал специализироваться на выпуске средств механизации для текущего содержания и ремонта пути: выпускал дренажную машину, путевой струг, шпалоотрыватель и другие машины. 
В 1930 году прошла реорганизация в механический завод, а с 1936 года завод стал называться машиностроительным.
С 1937 года электробалластеры с щебнеочистительным устройством  успешно экспортировались в страны Западной Европы. В том же году заводу был вручен - Диплом Гран При, на международной технической выставке во Франции.
В начале Великой Отечественной войны завод производил оборонную продукцию (мины, путеразрушители, орудия на железнодорожных платформах). После эвакуации в 1941 году в Златоуст и Ташкент группа оставшихся рабочих изготовляла поковки для оружейного завода. Было освоено производство минных тралов для танков Т-34. С 1950-х годов завод выпускал козловые краны, путевые машины тяжелого типа, такие как ВПО-3000 и щебнеочистительная машина системы Драгавцева.
С 1957 года завод переименован в Тульский завод железнодорожного машиностроения имени Калинина.
В настоящее время АО «Тулажелдормаш» является одним из крупнейших производителей тяжёлой путевой техники и оборудования для строительства, обновления и содержания железнодорожных путей «Пространства 1520». Более 2,5 тысяч единиц машин и грузоподъемного оборудования  производства АО «Тулажелдормаш» работают на железных дорогах Российской Федерации и стран СНГ. 
В 2014 году АО «Тулажелдормаш» вошло в состав многопрофильного промышленно-инжинирингового холдинга Группы ПТК, специализирующегося на производстве, ремонте и эксплуатации железнодорожной техники. Группа ПТК осуществляет комплексное обслуживание железнодорожной инфраструктуры на протяжении всего жизненного цикла пути.
В сентябре 2024 года объявили о присвоение заводу имени Александра Силкина, который возглавлял завод и Группу ПТК с 2014 по 2024 годы. В начале октября АО Тулажелдормаш официально стало называться АО Тулажелдормаш имени А. В. Силкина.

## Продукция
По состоянию на 2021 год предприятие специализируется на выпуске тяжелых путевых машин и комплексов по глубокой вырезке и очистке от засорителей щебеночного балласта при строительстве, ремонте и техническом обслуживании железнодорожного пути.
Основная продукция завода:
- Щебнеочистительные машины

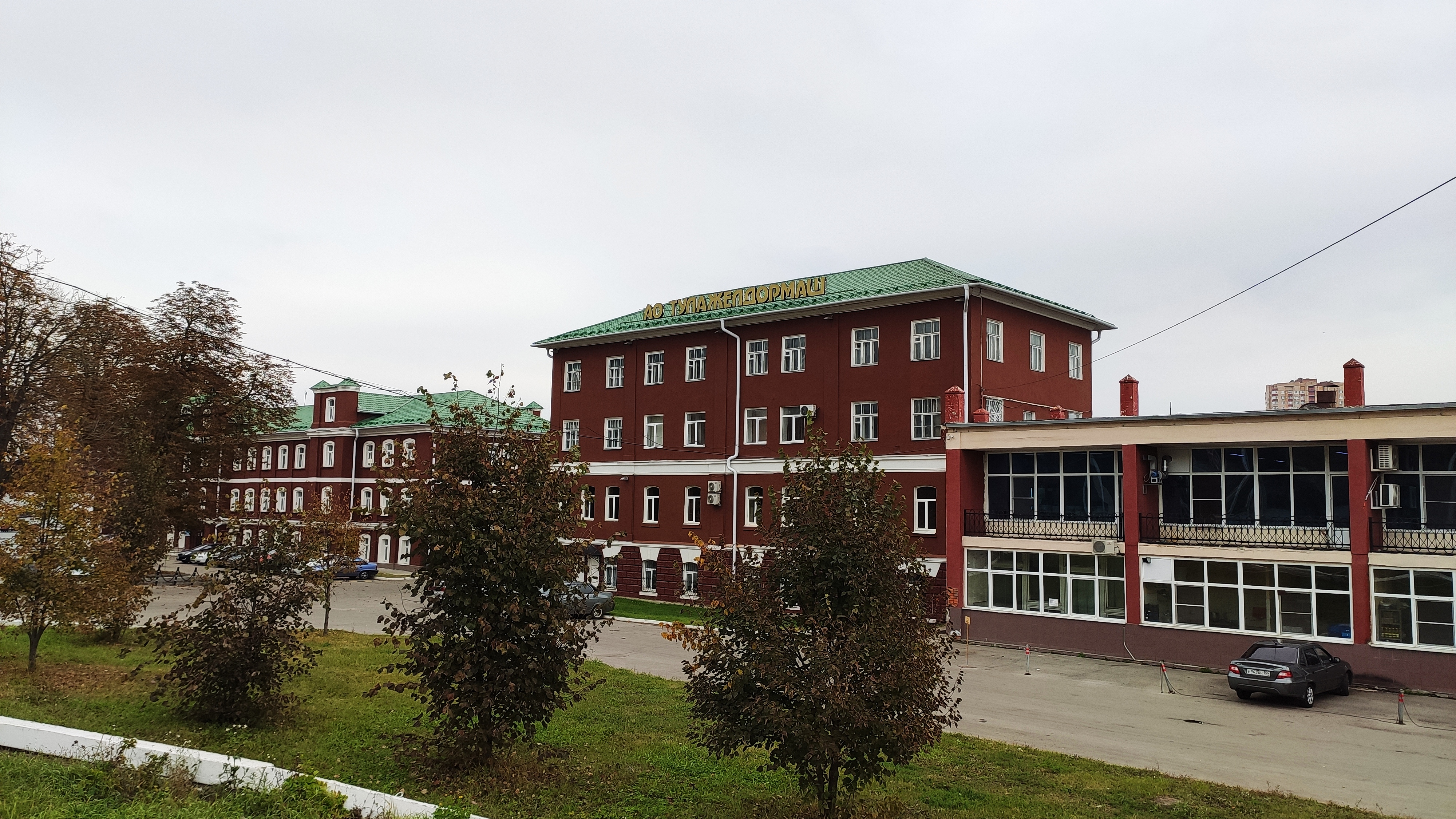
Тульский завод железнодорожного машиностроения

Современные машины: ЩОМ-2000, ЩОМ-3000.    
Выпускаемые раннее: ЩОМ-4М, ЩОМ-6Б, ЩОМ-6Р, ЩОМ-6У, ЩОМ-1200ПУ, ЩОМ-1200С, ЩОМ-1600Т, ЩОМ-СП (стрелочный), ЩОМ-1400С, ЩОМ-1500, 
- Машина кюветно-траншейная

Современные машины: МКТ-500, МКТ-800    
Выпускаемые раннее: МКТ
- Составы для вывоза засорителей

Современные машины: состав для засорителей СЗ-88, состав для засорителей всесезонный двухпоточный    
Выпускаемые раннее: СЗ-240-6 и СЗ-160-4
- Выправочно-подбивочно-отделочные машины

Современные машины: ВПО-С    
Выпускаемые раннее: ВПО-3-3000, ВПО-3-3000С, ВПО3000
- Струги-снегоочистители

Современные машины: МОП, ССГ-1, ССГС-1    
Выпускаемые раннее:  СС-1М, СС-3,
- Снегоочистительная машина с пневматическим обдувом СС-ПОМ
- Комплекс первичной выправки пути МПВ
- Рельсоукладочный комплекс РУ-700 для смены рельсовых плетей  с вводом в оптимальный температурный интервал закрепления
- Машина для обработки скреплений МС-700
- Машина для устранения локальных выплесков ЩОМ-МР
- Комплекс для создания защитных подбалластных слоев  ЩОМ-2000МР
- Высокопроизводительный выправочный комплекс КВП-3800
- Комплекс по раздельной укладке пути
- Путеремонтные летучки: ПРЛ-М, УПК
- Платформа лебедочная ПЛК
- Козловые краны КПБ-10У, КПБ-12,5У, КПБ-15, ГПК-22,5С, ГПК-30, ГПК-45
- Передвижной электродомкрат ПЭД-35
- Специальное подъемно-транспортное оборудование
- Грузоподъемные электромагниты М-42
- Баллоны для сжиженных газов
- Воздушные резервуары
- Насосные станции для мобильных и стационарных гидросистем
- Баки топливные и гидравлические
- Плиты для установки гидроаппаратуры
- Механизированный отделочный комплекс — МОК